# Fritzi Haberlandt
Fritzi Haberlandt (Berlino Est, 6 giugno 1975) è un'attrice tedesca.

## Filmografia parziale

### Cinema
- Die Braut, regia di Egon Günther (1999)
- Kalt ist der Abendhauch, regia di Rainer Kaufmann (2000)
- Erbsen auf halb 6, regia di Lars Büchel (2004)
- Nichts als Gespenster, regia di Martin Gypkens (2006)
- Hände weg von Mississippi, regia di Detlev Buck (2007)
- Freischwimmer, regia di Andreas Kleinert (2007)
- Das Blaue vom Himmel, regia di Hans Steinbichler (2011)
- Eine Insel namens Udo, regia di Markus Sehr (2011)
- Fenster zum Sommer, regia di Henk Handloegten (2011)
- Nebbia in agosto (Nebel im August), regia di Kai Wessel (2016)
- Timm Thaler oder Das verkaufte Lachen, regia di Andreas Dresen (2017)

### Televisione
- Tatort - serie TV, 4 episodi (2009-2016)
- Deutschland 86 - miniserie TV, 10 episodi (2018)
- Deutschland 89 - miniserie TV, 8 episodi (2020)
- ZERV - Zeit der Abrechnung - serie TV, 6 episodi (2022)
- Das Boot - serie TV, 3 episodi (2022)
- Babylon Berlin - serie TV, 40 episodi (2017-2022)